# مسجد و مدرسه شمس‌آباد
مسجد و مدرسه شمس‌آباد مربوط به دوره صفوی است و در اصفهان، خیابان شیخ بهایی واقع شده و این اثر در تاریخ ۱ دی ۱۳۴۸ با شمارهٔ ثبت ۸۹۳ به‌عنوان یکی از آثار ملی ایران به ثبت رسیده‌است.